# Skalica (Frydek-Mistek)
Skalica (cz. Skalice, niem. Skalitz) – część miasta Frydek-Mistek w kraju morawsko-śląskim, w powiecie Frydek-Mistek w Czechach w granicach historycznego regionu Śląska Cieszyńskiego. Jest to także gmina katastralna o nazwie Skalice u Frýdku-Místku i powierzchni 982,9501 ha. Położona około 5 kilometrów na południowy wschód od centrum miasta, stanowi jego terytorialną eksklawę od 1990, t.zn. od chwili odłaczenia się od miasta Starego Miasta. Populacja w 2001 wynosiła 1109 osób, zaś w 2011 odnotowano 677 adresów.

## Historia
Miejscowość po raz pierwszy wzmiankowana została w łacińskim dokumencie Liber fundationis episcopatus Vratislaviensis (pol. Księga uposażeń biskupstwa wrocławskiego), spisanej za czasów biskupa Henryka z Wierzbna ok. 1305 w szeregu wsi zobowiązanych do płacenia dziesięciny biskupstwu we Wrocławiu, w postaci item in Scali(c)za. Zapis ten (brak określenia liczby łanów, z których będzie płacony podatek) wskazuje, że wieś była w początkowej fazie powstawania (na tzw. surowym korzeniu), co wiąże się z przeprowadzaną pod koniec XIII wieku na terytorium późniejszego Górnego Śląska wielką akcją osadniczą (tzw. łanowo-czynszową). Wieś politycznie znajdowała się wówczas w granicach utworzonego w 1290 piastowskiego (polskiego) księstwa cieszyńskiego, będącego od 1327 lennem Królestwa Czech, a od 1526 roku w wyniku objęcia tronu czeskiego przez Habsburgów wraz z regionem aż do 1918 roku w monarchii Habsburgów (potocznie Austrii).
Na przełomie XV i XVI wieku założona została tu parafia rzymskokatolicka pw. św. Marcina Biskupa i Wyznawcy.
Do końca średniowiecza wieś pozostawała wsią szlachecką w księstwie cieszyńskim. W 1573 miejscowość wraz z kilkunastoma innymi wsiami oraz miastem Frydek zostało sprzedane przez książąt cieszyńskich tworząc frydeckie państwo stanowe.
Według austriackiego spisu ludności z 1900 w 171 budynkach w Skalicy na obszarze 982 hektarów mieszkało 1253 osób, co dawało gęstość zaludnienia równą 127,6 os./km². z tego 1176 (93,9%) mieszkańców było katolikami a 77 (6,1%) ewangelikami, 1245 (99,4%) było czesko-, 3 (0,2%) polsko- a 2 (0,2%) niemieckojęzycznymi. Do 1910 roku liczba budynków wzrosła o 5 a mieszkańców do 1299 osób, z czego 1231 (94,8%) było katolikami, 68 (5,2%) ewangelikami, 1291 (99,4%) czesko- a 1 (0,1%) niemieckojęzycznym.
W granicach administracyjnych Frydka-Mistka znajduje się od 1980.